# Кэмпбелл, Чарльз (звуковой монтажёр)
Чарльз Линкольн Кэмпбелл (англ. Charles Lincoln Campbell) (17 августа 1930 — 21 июня 2013) — американский звукомонтажёр, работавший над 200 фильмами, среди которых, «Инопланетянин», трилогия «Назад в будущее», «Кто подставил кролика Роджера», «Мизери», «Список Шиндлера», «Амистад» и «Поймай меня, если сможешь». Он также является трёхкратным обладателем премии «Оскар» за лучший звуковой монтаж.

## Биография
Чарльз Линкольн Кэмпбелл родился в Детройте, штате Мичиган 17 августа 1930 года. Он переехал на Запад, вместе со своей семьёй, когда был ребёнком. Кэмпбелл учился в Голливудской профессиональной школе и Городском колледже Лос-Анджелеса, прежде чем начать карьеру в киноиндустрии, в качестве посыльного на студии Warner Bros..
Чарльз Л. Кэмпбелл начал работать звукомонтажёром для документальных и телевизионных фильмов в середине 1960-х годов, а затем для художественных и театральных фильмов с 1970-х годов.
Чарльз Л. Кэмпбелл работал над 200 игровыми фильмами, включая «Вилли Вонку и шоколадную фабрику» 1971 года, «Инопланетянина» 1982 года, «Роман с камнем» 1984 года, «Клуб «Завтрак»» 1985 года, трилогию «Назад в будущее» 1985–1990 годов, «Империю солнца» 1987 года, «Кто подставил кролика Роджера» 1988 года, «Коматозники», «Мизери» (оба 1990 года), «Несколько хороших парней» 1992 года, «Список Шиндлера» 1993 года, «Амистад» 1997 года, «Поймай меня, если сможешь» 2002 года и его последний фильм — «Терминал» 2004 года.
Чарльз Л. Кэмпбелл также работал в нескольких полнометражных мультфильмах: «Великий мышиный сыщик» 1986 года, «Русалочка» 1989 года, «Красавица и Чудовище» 1991 года, «Балто» 1995 года и «Синдбад: Легенда семи морей» 2003 года.
В 1984–1987 годах, Чарльз Л. Кэмпбелл занимал пост губернатора Академии кинематографических искусств и наук (АКИН).
Чарльз Линкольн Кэмпбелл умер в Лос-Анджелесе, штате Калифорния 21 июня 2013 года, в возрасте 82 лет.

## Избранная фильмография
- Вилли Вонка и шоколадная фабрика (1971)
- Глаза Лоры Марс (1978)
- Дни жатвы (1978)
- Главное событие (1979)
- Разыскивающий (1980)
- Подержанные автомобили (1980)
- Всю ночь напролёт (1981)
- История с привидениями (1981)
- Граница (1982)
- Люди-кошки (1982)
- Инопланетянин (1982)
- Поменяться местами (1983)
- Эдди и круизеры (1983)
- Роман с камнем (1984)
- Дополнительная смена (1984)
- Клуб «Завтрак» (1985)
- Назад в будущее (1985)
- Шпионы как мы (1985)
- Долговая яма (1986)
- Безжалостные люди (1986)
- Великий мышиный сыщик (1986)
- Три амиго (1986)
- Пропащие ребята (1987)
- Империя солнца (1987)
- Кто подставил кролика Роджера (1988)
- Моя мачеха — инопланетянка (1988)
- Шансы есть (1989)
- Когда Гарри встретил Салли (1989)
- Русалочка (1989)
- Назад в будущее 2 (1989)
- Назад в будущее 3 (1990)
- Коматозники (1990)
- Мизери (1990)
- Привычка жениться (1991)
- Городские пижоны (1991)
- Ракетчик (1991)
- Красавица и Чудовище (1991)
- Капитан Крюк (1991)
- Смерть ей к лицу (1992)
- Несколько хороших парней (1992)
- С меня хватит! (1993)
- Сердце и души (1993)
- Из жизни тайных агентов (1993)
- Список Шиндлера (1993)
- Клиент (1994)
- Дикая река (1994)
- Освободите Вилли 2: Новое приключение (1995)
- Балто (1995)
- Эффект спускового крючка (1996)
- У зеркала два лица (1996)
- Амистад (1997)
- Поймай меня, если сможешь (2002)
- Синдбад: Легенда семи морей (2003)
- Терминал (2004)

## Награды и номинации
Чарльз Л. Кэмпбелл номинировался на премию «Оскар» четыре раза, (все в категории «Лучший звуковой монтаж»), и выиграл три из них, за фильмы — «Инопланетянин» (вместе с Беном Бёрттом) в 1983 году, «Назад в будущее» (вместе с Робертом Р. Рутледжем) в 1986 году и «Кто подставил кролика Роджера» (вместе с Луи Л. Эдеманном) в 1989 году. В 1991 году, Кэмпбелл получил свою четвёртую номинацию, за фильм «Коматозники» (вместе с Ричардом Си Франклином), но проиграл её Сесилии Холл и Джорджу Уоттерсу II, за фильм — «Охота за «Красным Октябрём»».

## Заметки
1. ↑  Анимационно-игровой фильм